# Salar de Surire
El salar de Surire es un salar ubicado en la Región de Arica y Parinacota, en el extremo norte de Chile. Forma parte de una cuenca hidrográfica endorreica, situada al sur de la cuenca del río Lauca, en la zona limítrofe.
Actualmente el Salar es parte del Sistema Nacional de Áreas Protegidas del Estado de Chile (SNASPE), bajo la categoría de Monumento natural Salar de Surire.

## Geografía y geomorfología
El Salar de Surire es un salar andino compuesto por costras salinas de boratos y sales de litio, potasio y sodio. Está cubierto por una capa de arcilla de 0,1 a 0,3 m de espesor. Se encuentra rodeado por al menos 7 centros volcánicos, y en su centro se eleva el Cerro Oquecollo, con una altura de 4.325 m s.n.m.
El salar está rodeado por los volcanes pleistocenos Arintica, Puquintica, Lliscaya, Capitán, Chiguana, Mulluri y Chuquiananta.
Las características morfométricas y meteorológicas más relevantes del salar son las siguientes:: I-37 
- Altura: 4260 m
- Superficie de la cuenca : 574 km²
- Superficie del salar: 144 km²
- Superficie de las lagunas : 5 - 14 km²
- Precipitación media anual: 250 mm/año
- Evaporación potencial: 1280 mm/año.
- Temperatura media anual: 2,7 °C

El salar, originalmente un cuerpo de agua, está registrado bajo las cuencas altiplánicas de Chile, que incluye varias cuencas endorreicas del altiplano de Chile ubicadas en la Región de Arica y Parinacota y en la Región de Tarapacá.
El investigador Hans Niemeyer describe el Salar de Surire como "una cuenca endorreica cuyo fondo prácticamente plano esta ocupado por un gran salar y por algunas lagunas remanentes de aguas bajas.": 103 
Sus principales afluentes son el río Surire, que fluye desde el suroeste, y el río Blanco (Surire) que lo abastece desde el norte. 

### Termas de Polloquere
En la cuenca del salar de Surire se encuentran las termas de Polloquere, caracterizadas por sus aguas termales de alta temperatura y fuerte olor sulfuroso. Debido a su composición, no son aptas para el consumo humano ni para el ganado. 
El geográfo Luis Risopatrón las describe de la siguiente manera:
Polloquere (Aguas termales de). 18° 52' 69° 00' Tienen olor sulfuroso, no pueden utilizarse ni aun para la bebida de los animales, desprenden columnas de vapor que se ven desde lejos en los dias nublados i se encuentran a unos 4 225 m de altitud, en la parte S E del salar de Surire. 116, p. 48, 211 i 271; 134; i 156; Polloquire en 116, p. 48; Polloqueri en 88, iv, p. 79; i Pollogueri en 116, p. 48.

## Clima y biología
El clima del Salar de Surire corresponde al denominado "clima de tundra por efecto de altura con precipitación estival", característico de la zona cordillerana del extremo norte de Chile. Las temperaturas mínimas absolutas oscilan entre 0 °C y -13 °C durante el invierno (junio a septiembre), mientras que las máximas absolutas varían entre 18 °C y 20 °C en verano (diciembre a enero). La zona presenta una alta amplitud térmica diaria, alcanzando diferencias de hasta 15 °C entre el día y la noche. La precipitación anual promedio es de aproximadamente 200 mm, concentrándose en el verano, cuando cae alrededor del 70 % del total.

## Actividad humana

### Toponimia
Según el investigador aymara Manuel Mamani, el nombre "Surire" proviene del idioma aimara y significa "abundancia de suri". El suri es un ave andina similar a un avestruz, conocida también como ñandú de la puna (Rhea pennata tarapacensis).

### Historia
Luis Risopatron describe el salar como:: 857 
Surire (Salar de) 18° 50' 69° 05' Presenta capas de boratos de 8 a 26 centímetros de espesor i leyes de 7 a 35% a 1 i a 2 m de profundidad i se encuentra a la altitud media de 4 250 m, en una hoyada sin desahue aparente, pues su desahue topográfico es el portezuelo de Chaca, que se abre a 4 303 m de altitud, en el lado NW. Presenta aguas termales en el estremo SE, con olor sulfuroso, que no pueden utilizarse ni aun para la bebida de los animales i cuyas columnas de vapor pueden divisarse desde mui lejos, en los dias nublados; en la parte E le entra el rio Blanco, el de Surire que es su principal tributario le cae en la parte S i otro pequeño arroyo contornea el salar por su ribera S, en dirección al S E, donde forma algunos pantanos. 116. p. 264, 271 i 272; 134; i 156; i laguna en 2, 8, p. 242; 63, p. 80; 77, p. 94; i 116, p. 213.